# بيتري كوبونين
بيتري كوبونين (بالفنلندية: Petteri Koponen) مواليد 13 أبريل 1988 في هلسنكي، هو لاعب كرة سلة فنلندي. بدأ مسيرته الاحترافية في سنة 2004. تم اختياره من قبل فريق فيلادلفيا سفنتي سيكسرز خلال الدرافت. يلعب مع فريق نادي برشلونة لكرة السلة كلاعب هجوم خلفي. يحمل الرقم 25.

## المسيرة الاحترافية
لعب مع فيرتوس بالاكانسترو بولونيا من سنة 2008 إلى 2012، ثم لعب مع خيمكي في الدوري الروسي من سنة 2012 إلى 2016، ثم لعب مع نادي برشلونة لكرة السلة في الدوري الإسباني في سنة 2016.

## إحصائيات المسيرة

### الدوري الأوروبي
| السنة   | الفريق | لعب | بدأ | دقيقة | ميداني% | ثلاثية | حرة  | ارتداد | صنع | استلاب | تصدي | نقطة | أداء |
| ------- | ------ | --- | --- | ----- | ------- | ------ | ---- | ------ | --- | ------ | ---- | ---- | ---- |
| 2012–13 | خيمكي  | 21  | 5   | 16.2  | .465    | .429   | .957 | 1.0    | 2.1 | .1     | .1   | 6.5  | 6.6  |
| 2015–16 | خيمكي  | 24  | 7   | 19.5  | .426    | .381   | .879 | 1.6    | 2.3 | .5     | .0   | 8.5  | 7.8  |
| المسيرة |        | 45  | 12  | 18.0  | .441    | .398   | .911 | 1.3    | 2.2 | .3     | .1   | 7.6  | 7.2  |

## روابط خارجية
- بيتري كوبونين على موقع الاتحاد الدولي لكرة السلة (الإنجليزية)
- بيتري كوبونين على موقع الدوري الأوروبي لكرة السلة (الإنجليزية)
- بيتري كوبونين على موقع سبورتس رفرنس (الإنجليزية)
- بيتري كوبونين على موقع الدوري الإسباني لكرة السلة (الإسبانية)
- بيتري كوبونين على موقع كرة السلة الأوروبية.كوم (الإنجليزية)
- بيتري كوبونين على موقع ريلجم (الإنجليزية)
- بيتري كوبونين على موقع بروبوليرز (الإنجليزية)
- بيتري كوبونين على موقع سبورتس رفرنس (الإنجليزية)